# III. Sesonk
III. Sesonk (uralkodói nevén Uszermaatré Szetepenré) az ókori egyiptomi XXII. dinasztia egyik uralkodója volt. Korabeli történelmi feljegyzések szerint 39 évig uralkodott, i. e. 837–798 között; uralkodása 4. és 28. évében is feljegyezték, hogy eltemetett egy Ápisz-bikát, 30. évében pedig megünnepelte jubileumi szed-ünnepét. 
Nem tudni, pontosan minek köszönhetően lépett trónra, mert valószínűleg nem az előző uralkodó, II. Oszorkon fia volt, családi kapcsolatai nem ismertek. Uralkodása nyolcadik évében Egyiptom politikai egysége megszűnt, Thébában ugyanis trónra lépett egy rivális fáraó, I. Pedubaszt, és innentől a XXII. dinasztia uralkodóinak hatalma csak Alsó-Egyiptomra terjedt ki. Oszorkon thébai főpap (a későbbi III. Oszorkon) ugyan Sesonk uralkodási évei szerint datálta tevékenységét, ez azonban csak adminisztratív célokat szolgált, mert Oszorkon nem lépett azonnal trónra apja, II. Takelot halála után. Oszorkon krónikája alapján ma általánosan elfogadott, hogy a felső-egyiptomi Takelot 25. uralkodási éve egyenlő az alsó-egyiptomi Sesonk 22. évével.
III. Sesonkot a taniszi NRT V sírba temették, amelyet később kifosztottak.

## Családja
III. Sesonknak három felesége ismert:
- Tadibaszt királyné, Sesonk legidősebb fiának, Bakennefinek az anyja. Fia héliopoliszi sztéléjén említik. Egy unokája ismert, Pediésze.[3]
- Tentamenopet királyné, Anheszensesonk hercegnő anyja. A hercegnő Iufa isteni atyához ment feleségül, fiuk Anhsesonk isteni atya. Mindannyiukat egy leszármazottjuk sztéléje említi.[4] Tentamenopetet emellett említi háznagya, Amenemhat sztéléje (ma Kairóban).[5]
- Dzsedbaszteszanh királyné fia, Takelot sztéléjéről ismert, melyet Takelot Busziriszben állíttatott apja 18. uralkodási évében, és most Párizsban található.[6]

Bakennefi, Anheszensesonk és Takelot mellett ismert gyermeke volt még Pasedbaszt herceg és tábornok, aki a karnaki 10. pülón felirata szerint Thébában és környékén tevékenykedett a XXIII. dinasztia polgárháborúja idején, valamint Pimai meswes törzsfő, akinek neve egyiptomi nyelven oroszlánt jelent, és így sokáig azonosnak tartották Pami fáraóval, akinek neve macskát jelent, de nevük különböző írásmódja és jelentése miatt már úgy vélik, két különböző személyről van szó. Úgy tűnik, apjuk csaknem négy évtizedes uralkodása végére már egyikük sem élt. A trónon IV. Sesonk követte, akiről nem tudni, családtagja volt-e III. Sesonknak.

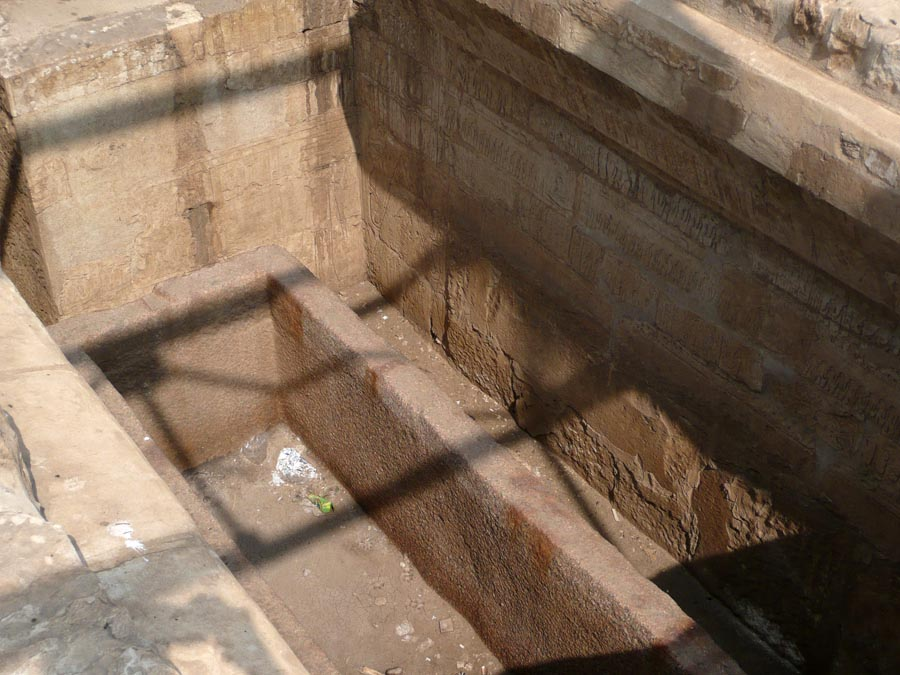
Sesonk taniszi sírja
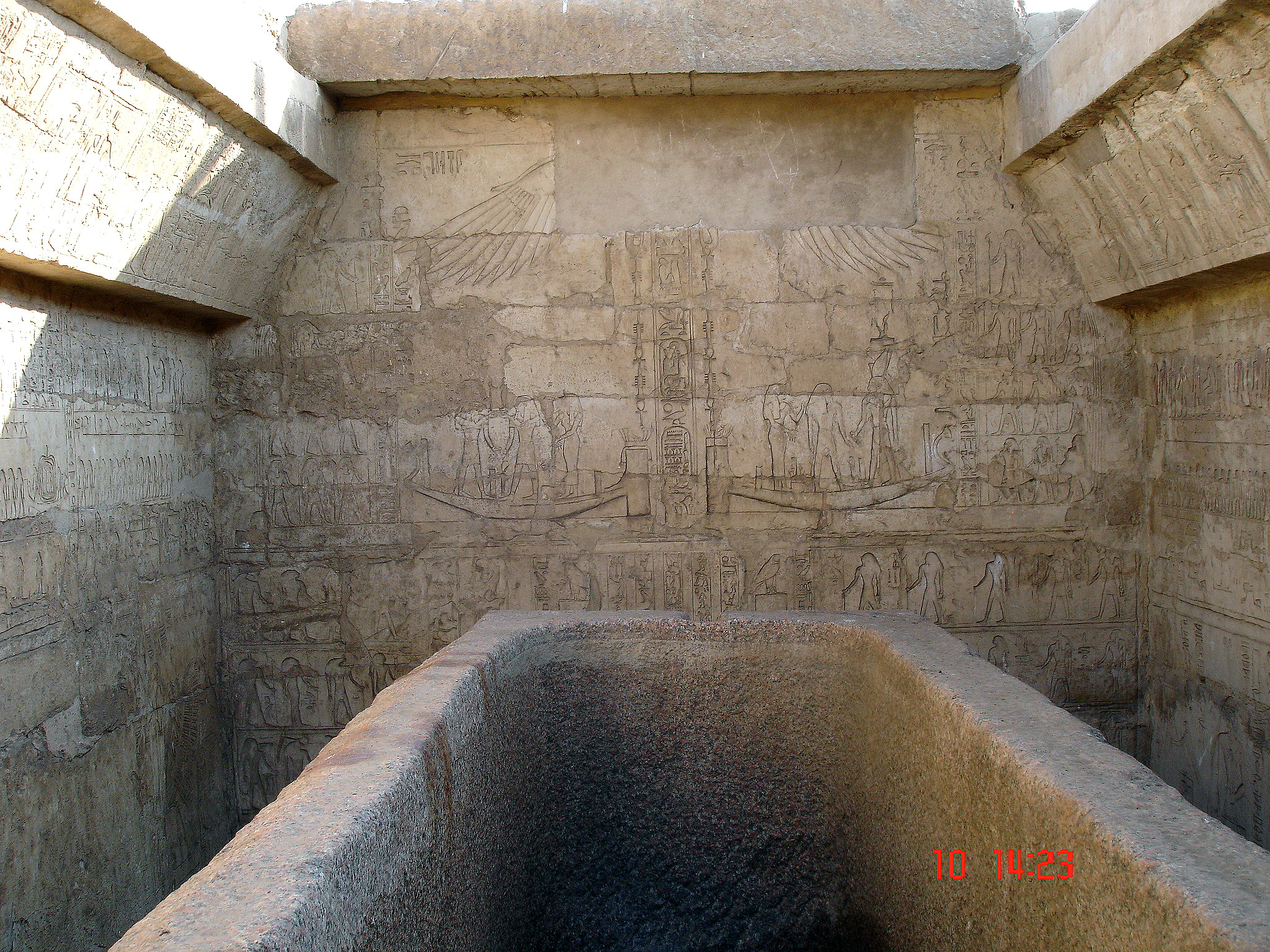
Reliefek a sír déli falán
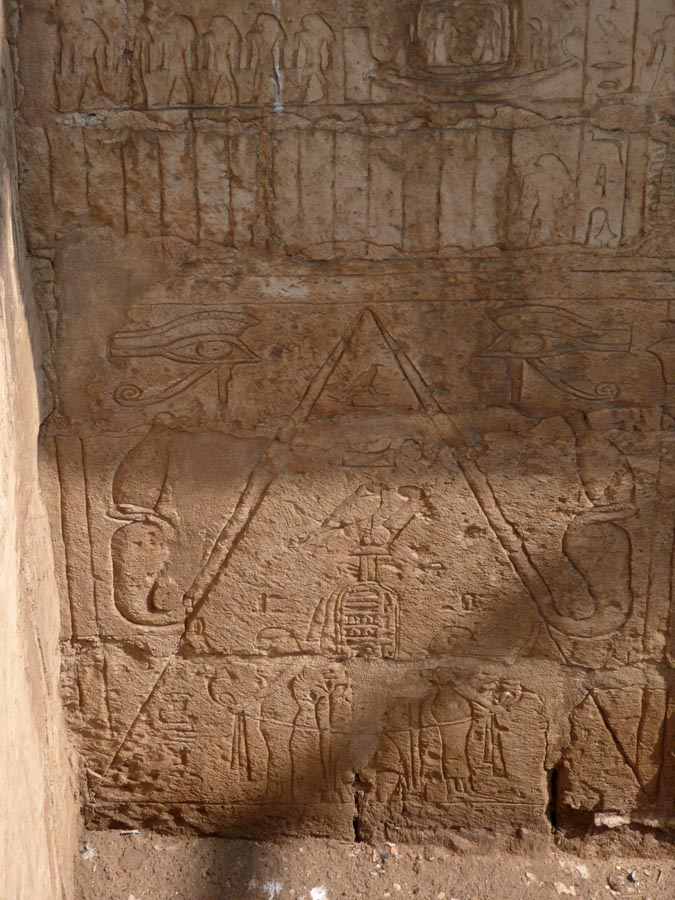
Reliefek a sír falain

## Fordítás
- Ez a szócikk részben vagy egészben  a   Shoshenq III című angol Wikipédia-szócikk ezen változatának fordításán alapul.  Az eredeti cikk szerkesztőit annak laptörténete sorolja fel. Ez a jelzés csupán a megfogalmazás eredetét és a szerzői jogokat jelzi, nem szolgál a cikkben szereplő információk forrásmegjelöléseként.